# Championnat de Formule E FIA 2014-2015
Navigation
2015-2016
Le championnat de Formule E FIA 2014-2015 est la première saison du championnat de Formule E FIA disputé avec des voitures électriques de Formule E. Comportant onze courses réparties en dix manches, il débute le 13 septembre 2014 à Pékin pour se terminer le 28 juin 2015 à Londres. L'équipe e.dams-Renault est couronnée première championne de Formule E. Le pilote champion est Nelsinho Piquet.

## Repères de début de saison

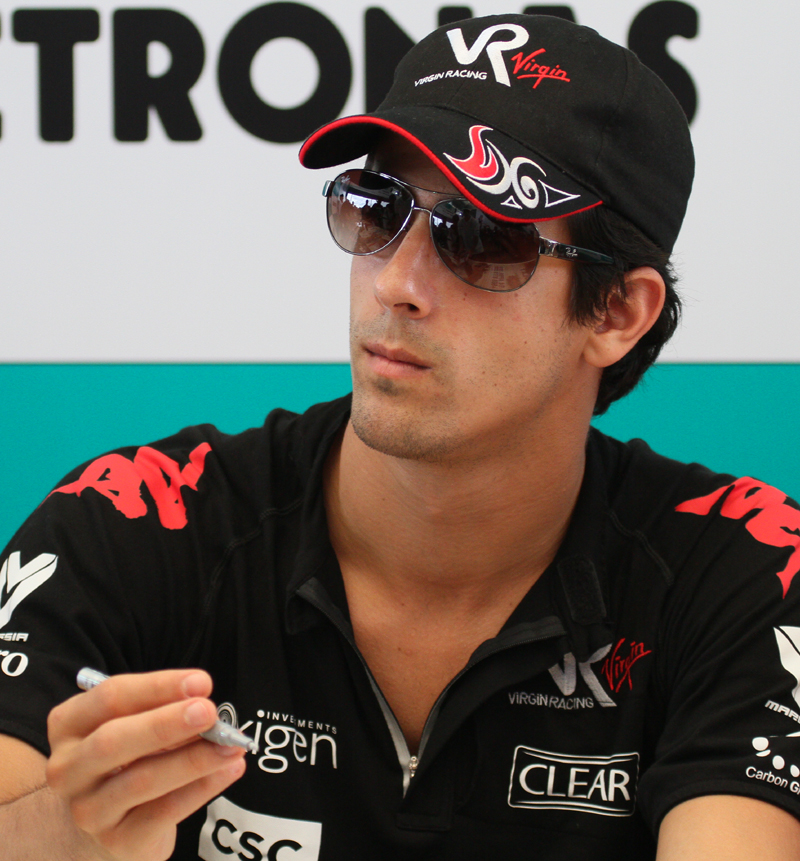
Lucas di Grassi est le premier pilote à tester la Spark-Renault SRT 01E.

Le modèle de monoplace Spark-Renault SRT 01E est le seul homologué. Les premières Formule E ont été livrées aux écuries à quatre mois du début de la compétition. Avec quarante pilotes, le Drivers' Club, lancé en janvier 2014, comporte le double du plateau de Formule E. On retrouve d'anciens pilotes de Formule 1, tels que Jarno Trulli, Bruno Senna, Nelsinho Piquet, Sébastien Buemi, Nick Heidfeld, Franck Montagny, Jérôme d'Ambrosio mais aussi d'autres pilotes issus d'autres catégories comme Sam Bird, Stéphane Sarrazin, Nicolas Prost.
La quasi-totalité des essais de pré-saison se déroulent à Donington Park, en Angleterre, au quartier général des organisateurs de la Formule E.

## Écuries et pilotes
Toutes les écuries disposent de la même monoplace : la Spark-Renault SRT 01E. Le fournisseur pneumatique officiel du plateau est Michelin. Karun Chandhok et Oriol Servià ont été nommés représentants des pilotes de Formule E, pour améliorer différents points du championnats avec la FIA et les organisateurs.
| Écuries                        | no | Pilotes                | Manches |
| ------------------------------ | -- | ---------------------- | ------- |
| Virgin Racing Formula E Team   | 2  | Sam Bird               | Toutes  |
| Virgin Racing Formula E Team   | 3  | Jaime Alguersuari      | 1-9     |
| Virgin Racing Formula E Team   | 3  | Fabio Leimer           | 10-11   |
| Mahindra Racing Formula E Team | 5  | Karun Chandhok         | Toutes  |
| Mahindra Racing Formula E Team | 21 | Bruno Senna            | Toutes  |
| Dragon Racing Formula E Team   | 6  | Oriol Servià           | 1-4     |
| Dragon Racing Formula E Team   | 6  | Loïc Duval             | 5-11    |
| Dragon Racing Formula E Team   | 7  | Jérôme d'Ambrosio      | Toutes  |
| e.dams-Renault Formula E Team  | 8  | Nicolas Prost          | Toutes  |
| e.dams-Renault Formula E Team  | 9  | Sébastien Buemi        | Toutes  |
| Trulli Formula E Team          | 10 | Jarno Trulli           | Toutes  |
| Trulli Formula E Team          | 18 | Michela Cerruti        | 1-4     |
| Trulli Formula E Team          | 18 | Vitantonio Liuzzi      | 5-9     |
| Trulli Formula E Team          | 18 | Alex Fontana           | 10-11   |
| Audi Sport ABT Formula E Team  | 11 | Lucas di Grassi        | Toutes  |
| Audi Sport ABT Formula E Team  | 66 | Daniel Abt             | Toutes  |
| Venturi Formula E Team         | 23 | Nick Heidfeld          | Toutes  |
| Venturi Formula E Team         | 30 | Stéphane Sarrazin      | Toutes  |
| Andretti Formula E Team        | 27 | Franck Montagny        | 1-2     |
| Andretti Formula E Team        | 27 | Jean-Éric Vergne       | 3-11    |
| Andretti Formula E Team        | 28 | Charles Pic            | 1       |
| Andretti Formula E Team        | 28 | Matthew Brabham        | 2-3     |
| Andretti Formula E Team        | 28 | Marco Andretti         | 4       |
| Andretti Formula E Team        | 28 | Scott Speed            | 5-8     |
| Andretti Formula E Team        | 28 | Justin Wilson          | 9       |
| Andretti Formula E Team        | 28 | Simona de Silvestro    | 10-11   |
| Amlin Aguri Formula E Team     | 55 | Takuma Satō            | 1       |
| Amlin Aguri Formula E Team     | 55 | António Félix da Costa | 2-9     |
| Amlin Aguri Formula E Team     | 55 | Sakon Yamamoto         | 10-11   |
| Amlin Aguri Formula E Team     | 77 | Katherine Legge        | 1-2     |
| Amlin Aguri Formula E Team     | 77 | Salvador Durán         | 3-11    |
| NEXTEV TCR Formula E Team      | 88 | Ho-Pin Tung            | 1-2, 4  |
| NEXTEV TCR Formula E Team      | 88 | Antonio García         | 3, 9    |
| NEXTEV TCR Formula E Team      | 88 | Charles Pic            | 5-8     |
| NEXTEV TCR Formula E Team      | 88 | Oliver Turvey          | 10-11   |
| NEXTEV TCR Formula E Team      | 99 | Nelsinho Piquet        | Toutes  |

## Calendrier de la saison 2014-2015
| no | Course                  | Circuit                               | Pays        | Date              |
| -- | ----------------------- | ------------------------------------- | ----------- | ----------------- |
| 1  | ePrix de Pékin          | Circuit d'Olympic Green               | Chine       | 13 septembre 2014 |
| 2  | ePrix de Putrajaya      | Circuit urbain de Putrajaya           | Malaisie    | 22 novembre 2014  |
| 3  | ePrix de Punta del Este | Circuit urbain de Punta del Este      | Uruguay     | 13 décembre 2014  |
| 4  | ePrix de Buenos Aires   | Circuit urbain de Puerto Madero       | Argentine   | 10 janvier 2015   |
| 5  | ePrix de Miami          | Circuit urbain de la Baie de Biscayne | États-Unis  | 14 mars 2015      |
| 6  | ePrix de Long Beach     | Circuit urbain de Long Beach          | États-Unis  | 4 avril 2015      |
| 7  | ePrix de Monaco         | Circuit de Monaco                     | Monaco      | 9 mai 2015        |
| 8  | ePrix de Berlin         | Circuit de Berlin-Tempelhof           | Allemagne   | 23 mai 2015       |
| 9  | ePrix de Moscou         | Circuit urbain de Moscou              | Russie      | 6 juin 2015       |
| 10 | ePrix de Londres        | Circuit de Battersea Park             | Royaume-Uni | 27 juin 2015      |
| 11 | ePrix de Londres        | Circuit de Battersea Park             | Royaume-Uni | 28 juin 2015      |

- Note : l'épreuve malaisienne était initialement prévue le 18 octobre 2014 mais a été déplacée au 22 novembre[10].
- À l'origine, une épreuve devait être organisée le 14 février, mais le lieu n'a jamais été déterminé et les moyens financiers ont forcé les organisateurs à revoir la saison à un total de neuf courses, même si des dizaines de villes ont postulé pour accueillir des courses de Formule E pour les saisons prochaines.
- Pour pallier l'annulation de cette épreuve, les organisateurs ajoutent une course à Moscou et avancent d'une semaine la course de Berlin[11].
- Peu après, les dirigeants de la Formule E décident d'organiser deux courses à Londres : une le samedi et une le dimanche, alors qu'une seule course était disputée, le samedi, lors des autres manches[12].

## Résultats
| no | Course                  | Pole position     | Record du tour    | Vainqueur              | Écurie         | Résumé |
| -- | ----------------------- | ----------------- | ----------------- | ---------------------- | -------------- | ------ |
| 1  | ePrix de Pékin          | Nicolas Prost     | Takuma Satō       | Lucas di Grassi        | Audi Sport ABT | Résumé |
| 2  | ePrix de Putrajaya      | Oriol Servia      | Jaime Alguersuari | Sam Bird               | Virgin Racing  | Résumé |
| 3  | ePrix de Punta del Este | Jean-Éric Vergne  | Daniel Abt        | Sébastien Buemi        | e.dams-Renault | Résumé |
| 4  | ePrix de Buenos Aires   | Sébastien Buemi   | Sam Bird          | António Félix da Costa | Amlin Aguri    | Résumé |
| 5  | ePrix de Miami          | Jean-Éric Vergne  | Nelsinho Piquet   | Nicolas Prost          | e.dams-Renault | Résumé |
| 6  | ePrix de Long Beach     | Daniel Abt        | Nicolas Prost     | Nelsinho Piquet        | NEXTEV TCR     | Résumé |
| 7  | ePrix de Monaco         | Sébastien Buemi   | Jean-Éric Vergne  | Sébastien Buemi        | e.dams-Renault | Résumé |
| 8  | ePrix de Berlin         | Jarno Trulli      | Nelsinho Piquet   | Jérôme d'Ambrosio      | Dragon Racing  | Résumé |
| 9  | ePrix de Moscou         | Jean-Éric Vergne  | Sébastien Buemi   | Nelsinho Piquet        | NEXTEV TCR     | Résumé |
| 10 | ePrix de Londres        | Sébastien Buemi   | Lucas di Grassi   | Sébastien Buemi        | e.dams-Renault | Résumé |
| 11 | ePrix de Londres        | Stéphane Sarrazin | Sam Bird          | Sam Bird               | Virgin Racing  | Résumé |

## Déroulement de la saison et faits marquants du championnat
13 septembre 2014ePrix de Pékin
Lors de la manche inaugurale de la discipline à Pékin, Nicolas Prost, auteur de la pole position, et Nick Heidfeld luttent dans les derniers tours de course pour la victoire. Dans le dernier virage, le pilote Venturi attaque Prost mais ce dernier se décale et percute l'allemand. Heidfeld décolle ensuite sur un vibreur et termine son impressionnante cabriole dans les grillages. Il sort indemne de ce violent accident, tandis que Lucas di Grassi profite de cet accrochage pour s'imposer et devenir le premier vainqueur d'un ePrix de Formule E, devant Franck Montagny et Sam Bird.
22 novembre 2014ePrix de Putrajaya
Plus de deux mois après la première course de la saison, Nicolas Prost signe la pole position, mais applique une pénalité de dix places, pour avoir été tenu responsable de l'accident lors du dernier virage de la course précédente. Oriol Servià part donc en première place, mais est dépassé par Sam Bird qui prend les devants et se crée une confortable avance pour remporter la course. Il s'impose devant Lucas di Grassi, toujours leader du championnat, et Sébastien Buemi, parti de l'avant dernière position. Le dernier tour est marqué par la violente sortie de piste de Bruno Senna, alors quatrième.

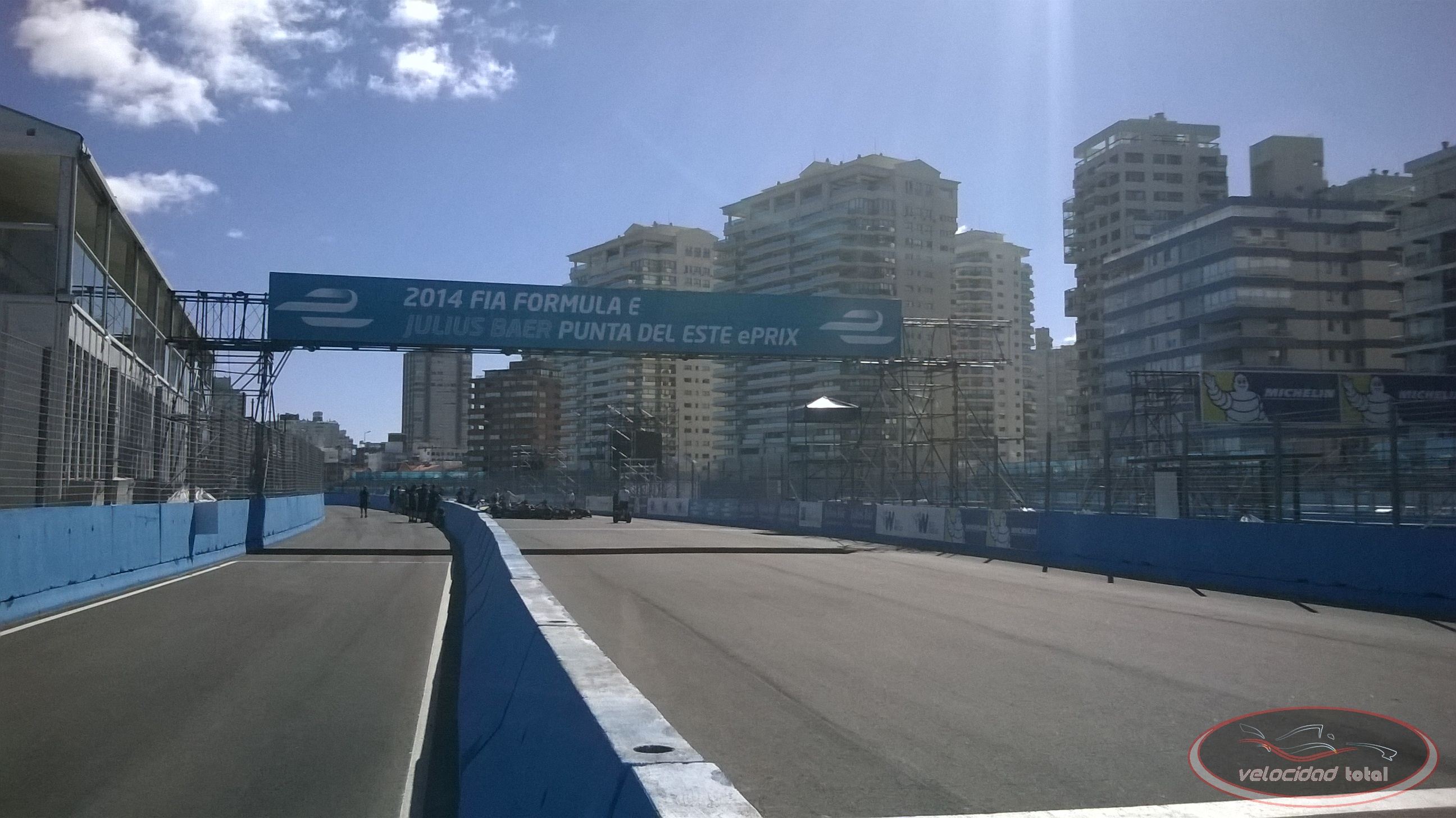
La ligne de départ/arrivée de l'ePrix de Punta del Este.

13 décembre 2014ePrix de Punta del Este
En qualifications, le débutant dans la discipline, Jean-Éric Vergne signe la pole position devant Piquet Jr. et Prost. Dépassé par Nelson Angelo Piquet, il reprend rapidement les devants, mais son entrée dans les stands trop tôt à cause de l'intervention de la voiture de sécurité, le fait reculer au deuxième rang derrière Sébastien Buemi. Durant la deuxième moitié de course, les deux pilotes s'affrontent mais le classement reste le même. Finalement, à l'avant dernier tour, Vergne abandonne à la suite d'un problème mécanique, et Buemi s'impose devant Piquet et Lucas di Grassi, qui prend le large au championnat, alors que son rival Sam Bird abandonne.

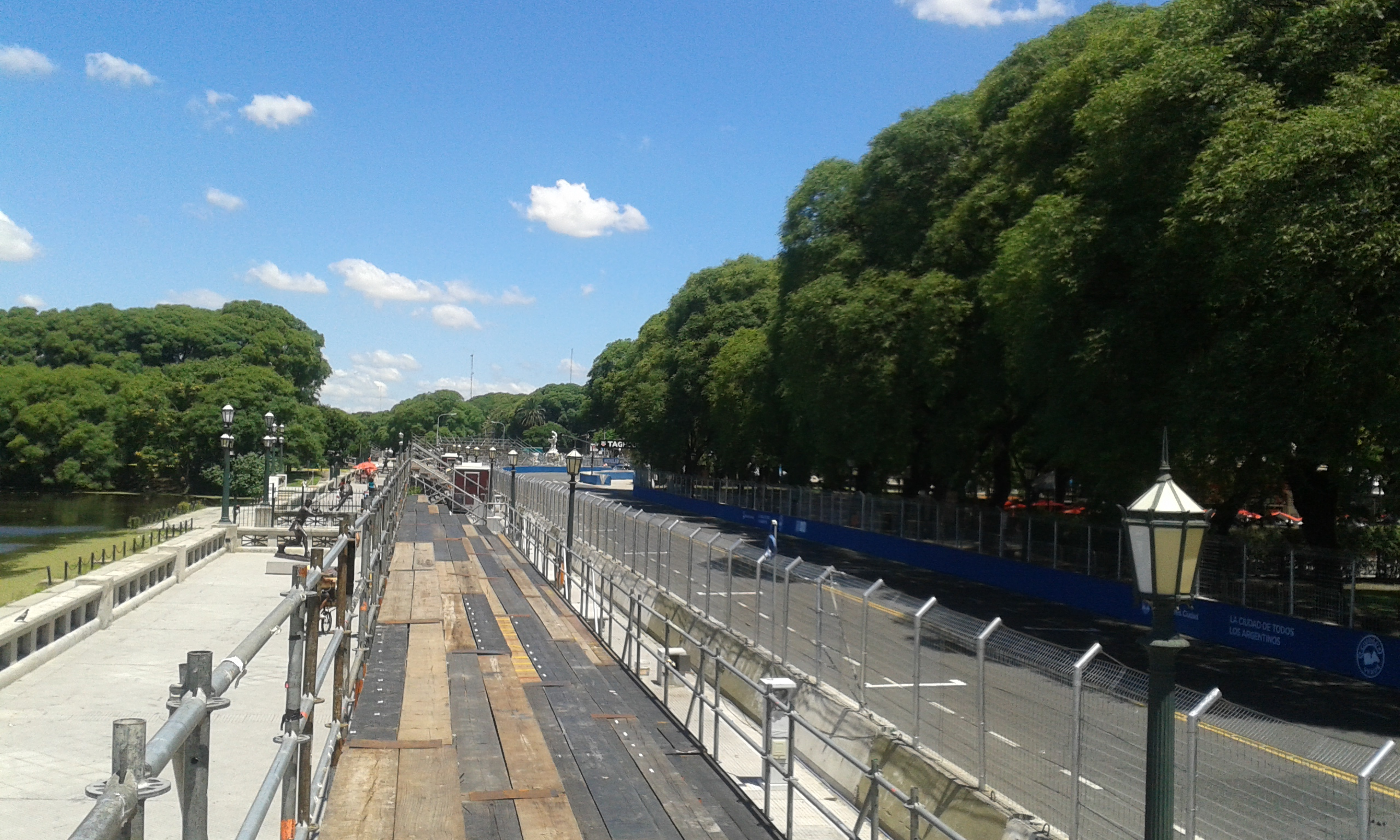
La grille de départ de l'ePrix de Buenos Aires.

10 janvier 2015ePrix de Buenos Aires
Sébastien Buemi, après avoir réalisé la pole position, domine assez largement la première partie de course, s'offrant une bonne avance sur Nick Heidfeld et Lucas di Grassi. Après une brève intervention de la voiture de sécurité pour Karun Chandhok, Buemi doit renoncer à cause d'un problème de suspension. Di Grassi, après avoir pris le meilleur sur Heidfeld, prend les commandes de la course, mais abandonne pour le même problème que Buemi. Heidfeld lui succède donc, mais reçoit une pénalité des commissaires pour « excès de vitesse dans la voie des stands », laissant António Félix da Costa prendre la tête de la course jusqu'à son terme. Le Portugais s'impose devant Nicolas Prost, profitant d'un contact entre Daniel Abt et Jaime Alguersuari, et Nelson Piquet Jr. C'est ce dernier qui prend les commandes du championnat.
14 mars 2015ePrix de Miami
Jean-Éric Vergne décroche la pole position en qualification, devant son compatriote Nicolas Prost. Dominant la première partie de course, Vergne perd de nombreuses secondes dans les stands et Sam Bird, qui avait fait le choix de rester en piste, perd de la puissance et plusieurs places. Daniel Abt ressort donc en tête devant Prost. Scott Speed, débutant dans la discipline, effectue une remontée et rejoint Abt et Prost dans les derniers tours. Prost et Speed réussissent à dépasser Abt dans l'avant-dernier tour. Au terme d'un final d'anthologie, Prost s'impose juste devant Speed et Abt et prend la tête du championnat Pilotes, tout en consolidant la place de leader de e.dams-Renault au championnat Écuries.
4 avril 2015ePrix de Long Beach
Sébastien Buemi réalise le meilleur temps en qualifications mais reçoit une pénalité pour avoir utilisé trop de puissance lors de ces qualifications. Lors du départ, Nelson Piquet Jr prend le meilleur sur Daniel Abt et hérite des commandes de la course, qu'il ne lâchera jamais. Derrière lui, Jean-Éric Vergne termine deuxième de la course, après avoir notamment dépassé Lucas di Grassi, troisième. Buemi, parti de la dixième position après sa pénalité termine quatrième, tandis que son coéquipier Nicolas Prost, malgré de belles qualifications, termine quatorzième après un contact avec Jérôme d'Ambrosio. Au classement général, Di Grassi récupère la première place, devançant Piquet d'un point et Prost, auteur du meilleur tour en course, de six points. Sam Bird perd quant à lui deux places et se retrouve cinquième après un abandon.
9 mai 2015ePrix de Monaco
Sur un tracé de Monaco raccourci, Sébastien Buemi est à nouveau le plus rapide en qualifications et s'élance en pole position, devant Lucas di Grassi et Jérôme d'Ambrosio. Au départ, dans l'étroite descente après un virage Sainte Dévote modifié, un impressionnant carambolage élimine Bruno Senna et Jaime Alguersuari. Daniel Abt, Loïc Duval, Salvador Duran, Jean-Éric Vergne et Vitantonio Liuzzi sont également pris dans l'accrochage et devront renoncer pendant la course, ayant épuisé la batterie de leur deuxième voiture. En tête, Buemi continue de mener devant Di Grassi et Nelsinho Piquet, qui a doublé d'Ambrosio entre-temps. Les deux brésiliens vont lutter jusqu'à la fin de la course, mais Piquet ne parvient pas à trouver la faille sur l'ancien pilote Virgin Racing en Formule 1. Buemi remporte donc sans difficulté ce ePrix monégasque, devient le premier pilote à s'imposer en partant de la pole position, et est surtout le premier à s'imposer deux fois dans l'histoire du championnat. Sam Bird et Jérôme d'Ambrosio complètent le top-5. Au classement des pilotes, di Grassi compte quatre points d'avance sur son compatriote Piquet, et dix points d'avance sur Buemi qui remonte au troisième rang grâce à cette victoire.
23 mai 2015ePrix de Berlin

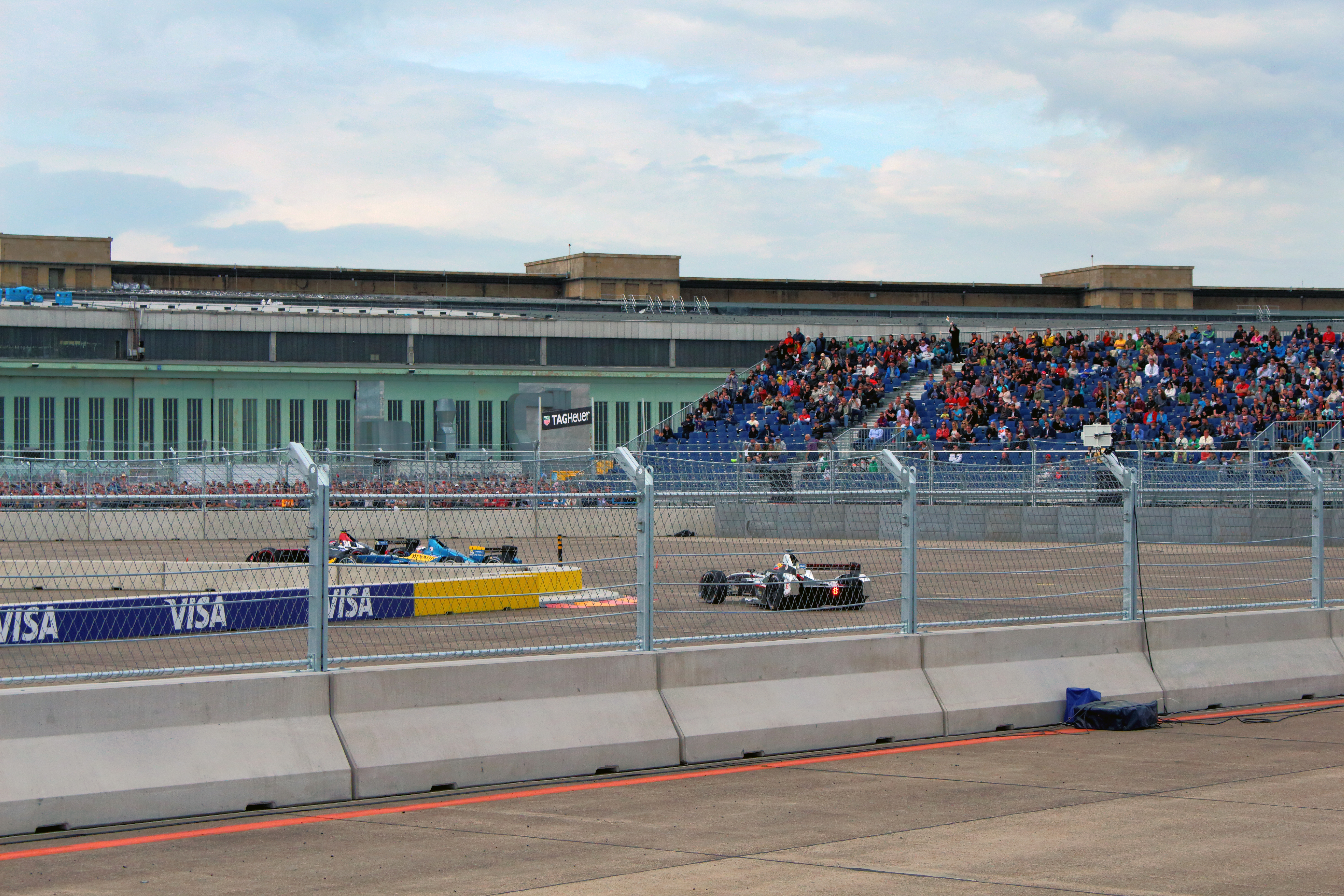
Scène de l'ePrix de Berlin.

Sur un circuit dessiné sur l'ancien aéroport de Tempelhof, Jarno Trulli surprend la concurrence et s'élance en pole position, devant le leader du championnat Lucas di Grassi. Le brésilien prend vite la tête de la course, tandis que le vainqueur du Grand Prix de Monaco 2004 dégringole au classement. Di Grassi s'échappe petit à petit et est suivi par le belge d'Ambrosio, et par le suisse Buemi. Au prix d'une course insipide pour le Brésilien, et alors qu'il a passé la ligne d'arrivée en tête, di Grassi tombe en panne et s'immobilise en piste. Il sera par la suite disqualifié par la direction de course, son aileron avant ayant été modifié par l'écurie Audi-Abt : Jérôme d'Ambrosio est donc déclaré vainqueur, devançant ainsi Buemi et Loïc Duval, qui signe son premier podium en Formula E ; Nelsinho Piquet s'empare quant à lui de la tête du classement des pilotes.
6 juin 2015ePrix de Moscou
Le paddock de la Formule E se rend à Moscou, autour du Kremlin pour la neuvième course de la saison. Le poleman est Jean-Éric Vergne, qui est suivi de Piquet Jr et de Lucas di Grassi. Au départ, le fils du triple champion du monde de F1 dépasse « JEV » et s'échappe rapidement pour se mettre à l'abri. En fin de course, une lutte à trois se profile entre Vergne 3e, Buemi 4e et Nick Heidfeld 5e. Le pilote e-dams attaque Vergne à la chicane et le dépasse non sans contact, franchissant donc la ligne d'arrivée sur le podium. Le pilote helvétique sera pénalisé après la course, pour une manœuvre jugée dangereuse aux stands, ce qui permet à Heidfeld de monter enfin sur le podium, où il rejoint di Grassi, et le vainqueur du jour, Nelsinho Piquet : ces deux-là se retrouvent aux deux premières places du championnat, alors qu'il ne reste que la double-course londonienne pour les départager.
27 juin 2015ePrix de Londres (course 1)
La finale de ce premier championnat de l'histoire a lieu à Londres, au milieu du Battersea Park. À l'aube de la course, Nelsinho Piquet, Lucas di Grassi, Sébastien Buemi, Nicolas Prost, Jérôme d'Ambrosio et Sam Bird ont encore mathématiquement des chances d'être titrés. Sur ce tracé très bosselé et très étroit, le suisse Buemi part en pole. Malgré la pression de d'Ambrosio, l'ex-pilote Toro Rosso gagne la course et se rapproche un peu plus de Piqet au championnat. Jean-Éric Vergne, auteur d'une très belle course grâce à des dépassements osés sur ce circuit sinueux, monte sur la troisième marche du podium. Di Grassi et Piquet, les deux autres prétendants au titre, sont quatrième et cinquième. Au championnat, Piquet garde la tête avec 138 points, devant Buemi avec 133 points et di Grassi avec ses 125 unités. Le championnat constructeur est de son côté remporté par e-dams Renault.
28 juin 2015ePrix de Londres (course 2)
La séance de qualifications est perturbée par la pluie, ce qui redistribue les cartes. On retrouve ainsi le surprenant Stéphane Sarrazin en pole, alors que Buemi est 6e, di Grassi 11e et Piquet lointain 16e. En course, Sarrazin résiste à la pression de Sam Bird et franchit la ligne d'arrivée en tête, mais sera par la suite pénalisé à cause d'un niveau de consommation d'énergie trop élevé. Sam Bird est ainsi vainqueur à domicile, devant les deux Dragon de d'Ambrosio et de Loïc Duval. Bruno Senna termine quatrième après avoir résisté aux assauts de Buemi, parti en tête-à-queue quelques tours plus tôt, tandis que di Grassi est sixième (avec le meilleur tour) et Piquet, au prix d'une belle remontée, est septième. Avec 144 points, Nelsinho Piquet est ainsi le premier champion du monde de Formula E, pour seulement un petit point d'écart avec Sébastien Buemi. Di Grassi, longtemps leader du championnat, échoue à la troisième place finale avec 133 points. Derrière les presque intouchables voitures bleues et jaune du team e-dams, Dragon Racing se classe second du championnat constructeur grâce à son double-podium. Audi Sport ABT termine à la troisième position.

## Classement de la saison 2014-2015
Système de points
Les points de la course sont attribués aux dix premiers pilotes classés. La pole position rapporte trois points, et deux points sont attribués pour le meilleur tour en course. Ce système d'attribution des points est utilisé pour chaque manche du championnat.
| Position | 1er | 2e | 3e | 4e | 5e | 6e | 7e | 8e | 9e | 10e | Pole | MT |
| Points   | 25  | 18 | 15 | 12 | 10 | 8  | 6  | 4  | 2  | 1   | 3    | 2  |

### Classement des écuries
| Pos. | Écurie          | no | PEK  | PUT  | PDE  | BUE | MIA | LBH  | MON | BER | MOS | LON | LON | Pts |
| ---- | --------------- | -- | ---- | ---- | ---- | --- | --- | ---- | --- | --- | --- | --- | --- | --- |
| 1    | e.dams-Renault  | 8  | 12†  | 4    | 7    | 2   | 1   | 14   | 6   | 10  | 8   | 7   | 10  | 232 |
| 1    | e.dams-Renault  | 9  | Abd  | 3    | 1    | Abd | 13  | 4    | 1   | 2   | 9   | 1   | 5   | 232 |
| 2    | Dragon Racing   | 6  | 7    | 7    | 9    | 9   | 7   | 9    | Abd | 3   | 11  | 8   | 3   | 171 |
| 2    | Dragon Racing   | 7  | 6    | 5    | 8    | 15  | 4   | 6    | 5   | 1   | 12  | 2   | 2   | 171 |
| 3    | Audi Sport ABT  | 11 | 1*   | 2    | 3    | 17  | 9   | 3    | 2   | DSQ | 2   | 4   | 6   | 165 |
| 3    | Audi Sport ABT  | 66 | 10   | 10   | 15   | 14  | 3   | 15   | Abd | 14  | 5   | Abd | 11  | 165 |
| 4    | NEXTEV TCR      | 99 | 8    | Abd  | 2    | 3   | 5   | 1*   | 3   | 4   | 1   | 5   | 7   | 152 |
| 4    | NEXTEV TCR      | 88 | 16   | 11   | 11   | 11  | 17  | 16   | 8   | 15  | 19  | 9   | 9   | 152 |
| 5    | Virgin Racing   | 2  | 3    | 1    | Abd  | 7   | 8   | Abd* | 4   | 8   | 20  | 6   | 1   | 133 |
| 5    | Virgin Racing   | 3  | 11   | 9    | 5    | 4   | 11  | 8    | Abd | 12  | 14  | 14  | Abd | 133 |
| 6    | Andretti        | 27 | 2    | 15   | 14†* | 6   | 18* | 2    | Abd | 7   | 4   | 3   | 16  | 119 |
| 6    | Andretti        | 28 | 4    | 13   | Abd  | 13  | 2   | Abd  | 8   | 13  | 10  | 11  | 12  | 119 |
| 7    | Amlin Aguri     | 55 | Abd  | 8    | Abd  | 1   | 6   | 7    | 10  | 11  | 7   | Abd | Abd | 66  |
| 7    | Amlin Aguri     | 77 | 15*  | 16*  | 16*  | DSQ | 10  | Abd  | Abd | 16  | 6   | 17  | 8   | 66  |
| 8    | Mahindra Racing | 5  | 5    | 6    | 13   | Abd | 14  | 12   | 13  | 18  | 13  | 12  | 13  | 58  |
| 8    | Mahindra Racing | 21 | Abd* | 14†* | 6    | 5   | 20  | 5    | Abd | 17  | 16  | 16  | 4   | 58  |
| 9    | Venturi         | 23 | 13†  | Abd* | 10*  | 9   | 12  | 11   | 10  | 5   | 3   | 13  | Abd | 53  |
| 9    | Venturi         | 30 | 9    | 12   | Abd  | 11  | 19  | 10   | 7   | 6   | 15  | 10  | 15  | 53  |
| 10   | Trulli          | 10 | Abd  | 17   | 4    | 16  | 15  | Abd  | 12  | Abd | 18  | 15  | Abd | 17  |
| 10   | Trulli          | 18 | 14   | Abd  | 12   | Abd | 16  | 13   | Abd | 9   | 17  | Abd | 14  | 17  |
| Pos. | Écurie          | no | PEK  | PUT  | PDE  | BUE | MIA | LBH  | MON | BER | MOS | LON | LON | Pts |